# Dyrøya (Troms)
Dyrøya ist eine Insel im Südwestteil des Solbergfjords und Nordostteil des Tranøyfjords im Fylke Troms. Sie gehört verwaltungsmäßig zu der nach ihr benannten Kommune Dyrøy, die mehrheitlich Gebiet auf dem Festland südlich und südöstlich der Insel umfasst.

## Geographie
Die Insel liegt etwa 350 km nördlich des Polarkreises und rund 45 km nordöstlich von Harstad zwischen Senja, der zweitgrößten Insel Norwegens, im Norden und Westen und dem Festland im Osten. Im Norden trennen der Tranøyfjord und der Solbergfjord die Insel von der wesentlich größeren Insel Senja, im Osten ist sie durch den Dyrøysund vom Festland getrennt. Brøstadbotn, das Verwaltungszentrum der Gemeinde Dyrøy, befindet sich auf dem Festland. Mit etwa 52,33 km² ist sie die 70.-größte Insel des norwegischen Hauptlandes. Im Jahr 2017 lebten auf der Insel 152 Einwohner.
Die höchste Erhebung auf der Insel ist die 563 m hohe Bergsheia. Der größte See auf Dyrøya ist das Kalvøyvatnet im Nordwesten, 187 Meter über dem Meeresspiegel, zwischen der Bergsheia und der Holmheia.

## Verkehr

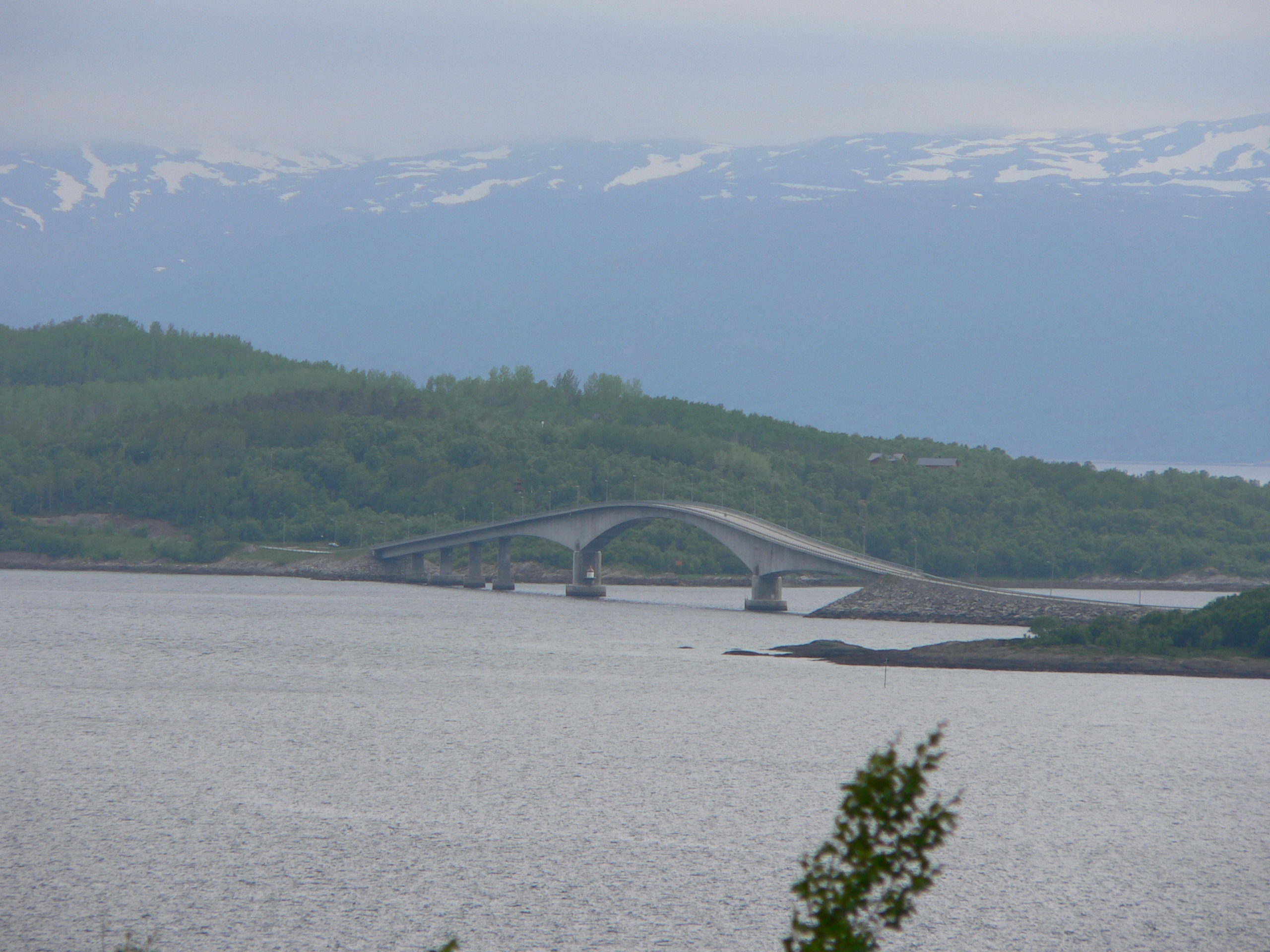
Die Dyrøybrücke von Südosten

Dyrøya ist im Nordosten durch die 1994 eröffnete Dyrøybrua (Dyrøy-Brücke) mit dem Festland und mit Brøstadbotn verbunden (69° 5′ 23″ N, 17° 35′ 40″ O). Über die Brücke verläuft die Provinzialstraße Fv 7842, die das gesamte Ostufer der Insel entlang führt. Von Brøstadbotn bietet die Fv852 die Anbindung an die Rv84 und damit an das weitere norwegische Straßennetz.

## Name
Die Gegend wurde bereits etwa im Jahr 1430 als Dyrøy erwähnt. Der Name setzt sich aus den beiden Bestandteilen „dyr“ (deutsch: Tier) und „-øy“ (deutsch: Insel) zusammen, wobei die namensgebenden Tiere wohl Rentiere waren. Der Name Dyrøy wird für mehrere Inseln in Norwegen genutzt.

## Dyrøy kirke

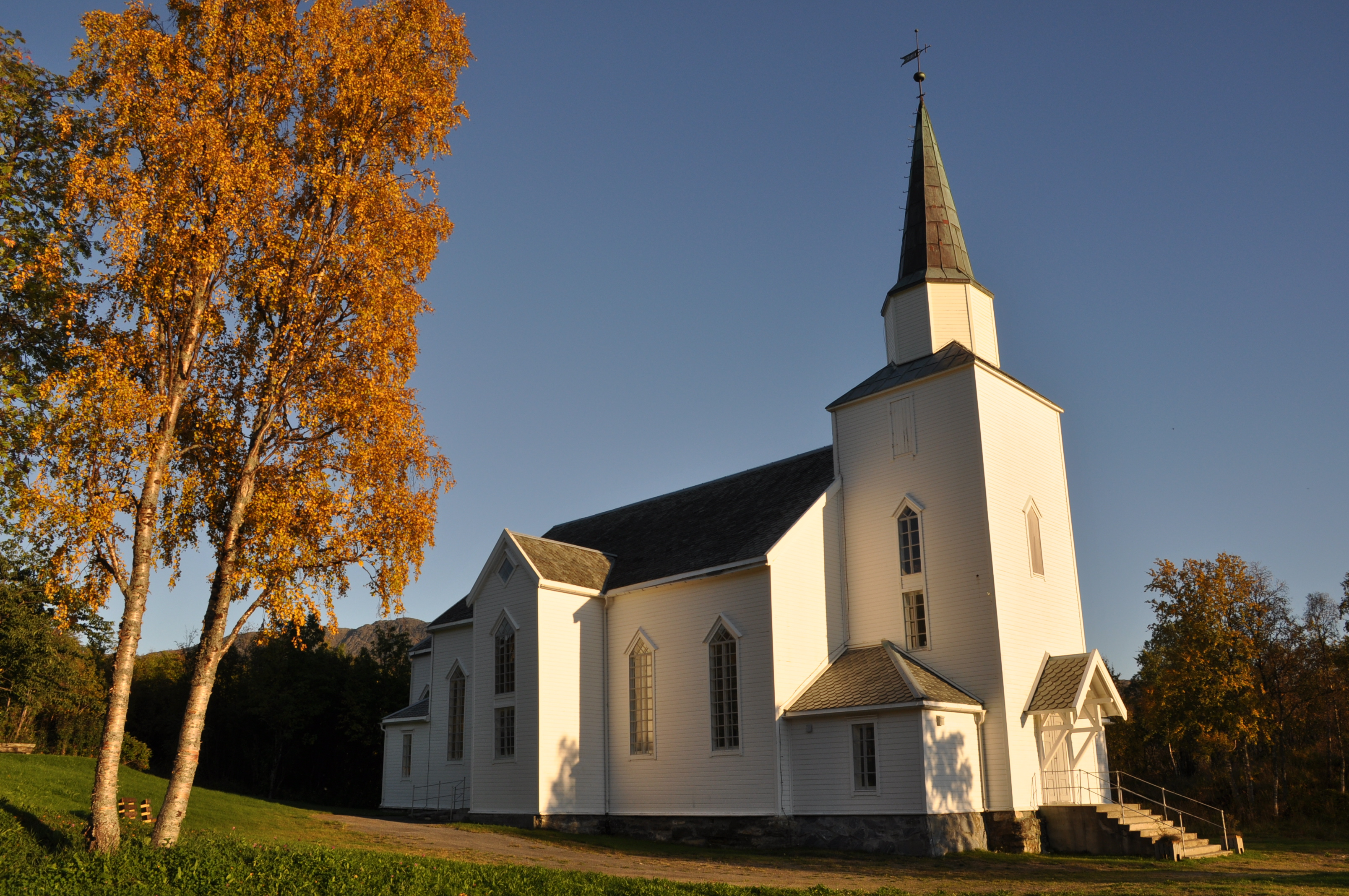
Dyrøy Kirke

Die im Jahre 1880 erbaute Holzkirche Dyrøy kirke (69° 2′ 20″ N, 17° 29′ 38″ O) steht in dem kleinen Weiler Holm an der Holmebukta an der Ostküste der Insel. Sie hat 450 Sitzplätze und ist als norwegisches Kulturdenkmal ausgewiesen.

## Küstenbatterie Hagenes
Während des Zweiten Weltkriegs ließ die deutsche Wehrmacht auf der Südostspitze der Insel bei Hagenes (68° 59′ 14″ N, 17° 22′ 25″ O) durch die Organisation Todt von sowjetischen Kriegsgefangenen eine Küstenbatterie mit mehreren Bunkern und Geschützstellungen bauen, um den Tranøyfjord und den Dyrøysund zu überwachen.